# Onthophagus quadricolor
Onthophagus quadricolor là một loài bọ cánh cứng trong họ Bọ hung (Scarabaeidae).